# Gyiophis maculosa
Espèce
Synonymes
- Hypsirhina maculata Blanford, 1879 nec Duméril, Bibron & Duméril, 1854
- Hypsirhina maculosa Blanford, 1881
- Enhydris maculosa (Blanford, 1881)
- Hypsirhina blanfordi Boulenger, 1890

Statut de conservation UICN

 DD  : Données insuffisantes
Gyiophis maculosa est une espèce de serpents de la famille des Homalopsidae.

## Répartition
Cette espèce est endémique de Birmanie. Elle se rencontre vers Bajo dans le delta de l'Irrawaddy.
Sa présence en Indonésie à Nias n'est pas retenue par Murphy et Voris en 2014.

## Publications originales
- Blanford, 1881 : On a collection of reptiles and frogs chiefly from Singapore. Proceedings of the Zoological Society of London, vol. 1881, p. 215-226 (texte intégral).
- Blanford, 1879 : Notes on Reptilia. Journal of the Asiatic Society of Bengal, vol. 47, p. 125-131 (texte intégral).